# Dimorphandra mollis
Dimorphandra mollis är en ärtväxtart som beskrevs av George Bentham. Dimorphandra mollis ingår i släktet Dimorphandra och familjen ärtväxter. Inga underarter finns listade i Catalogue of Life.

## Bildgalleri

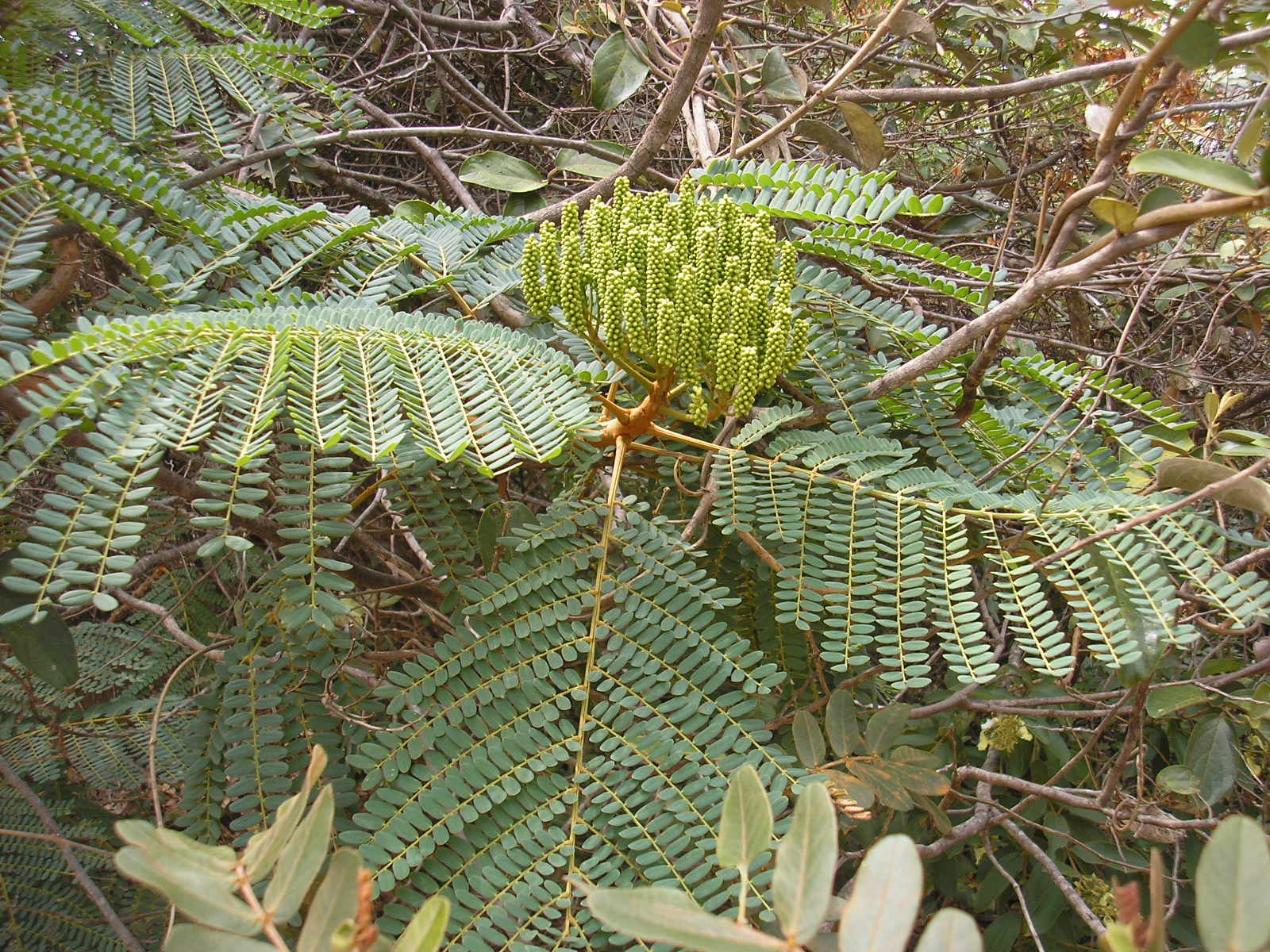
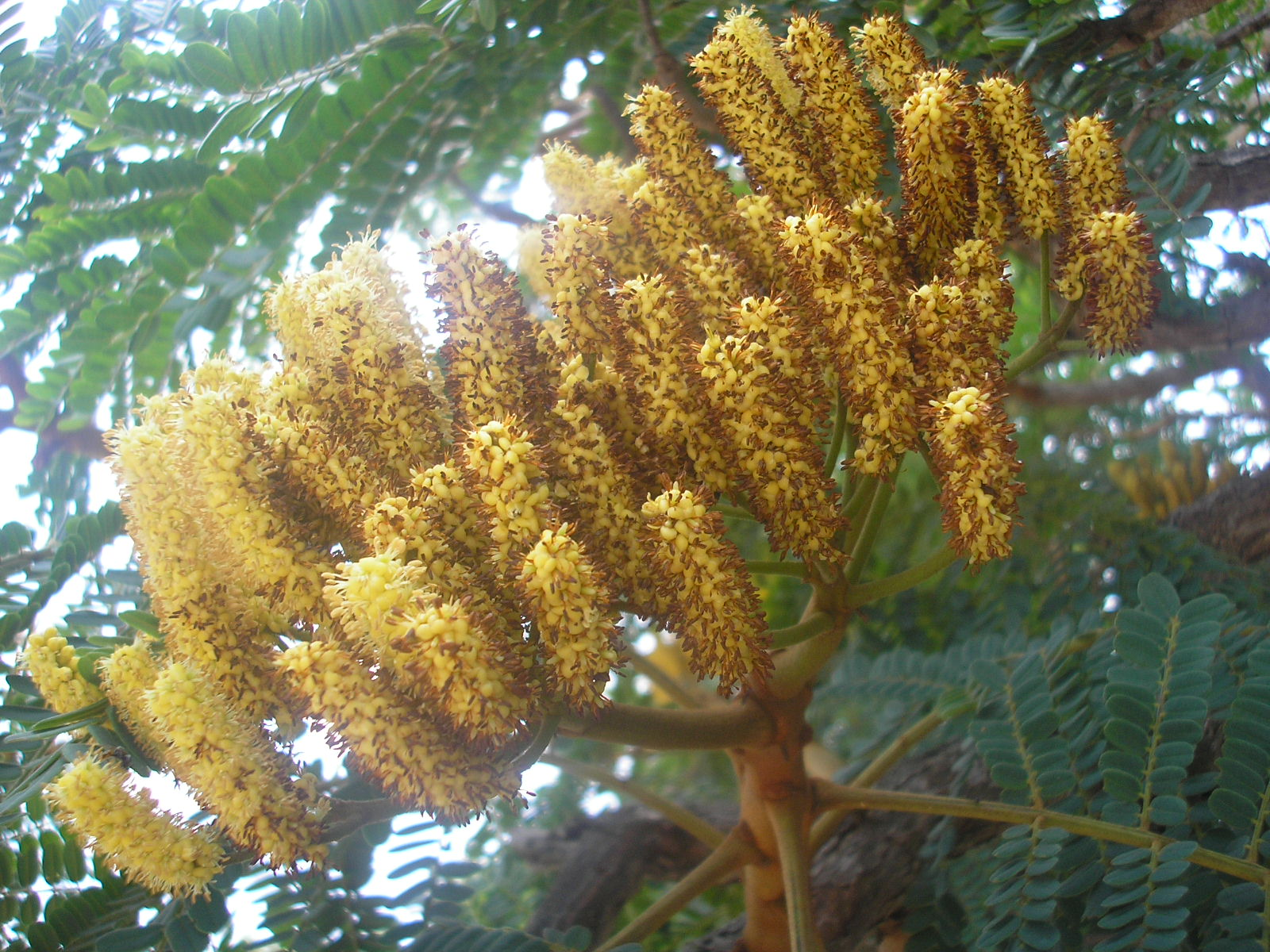
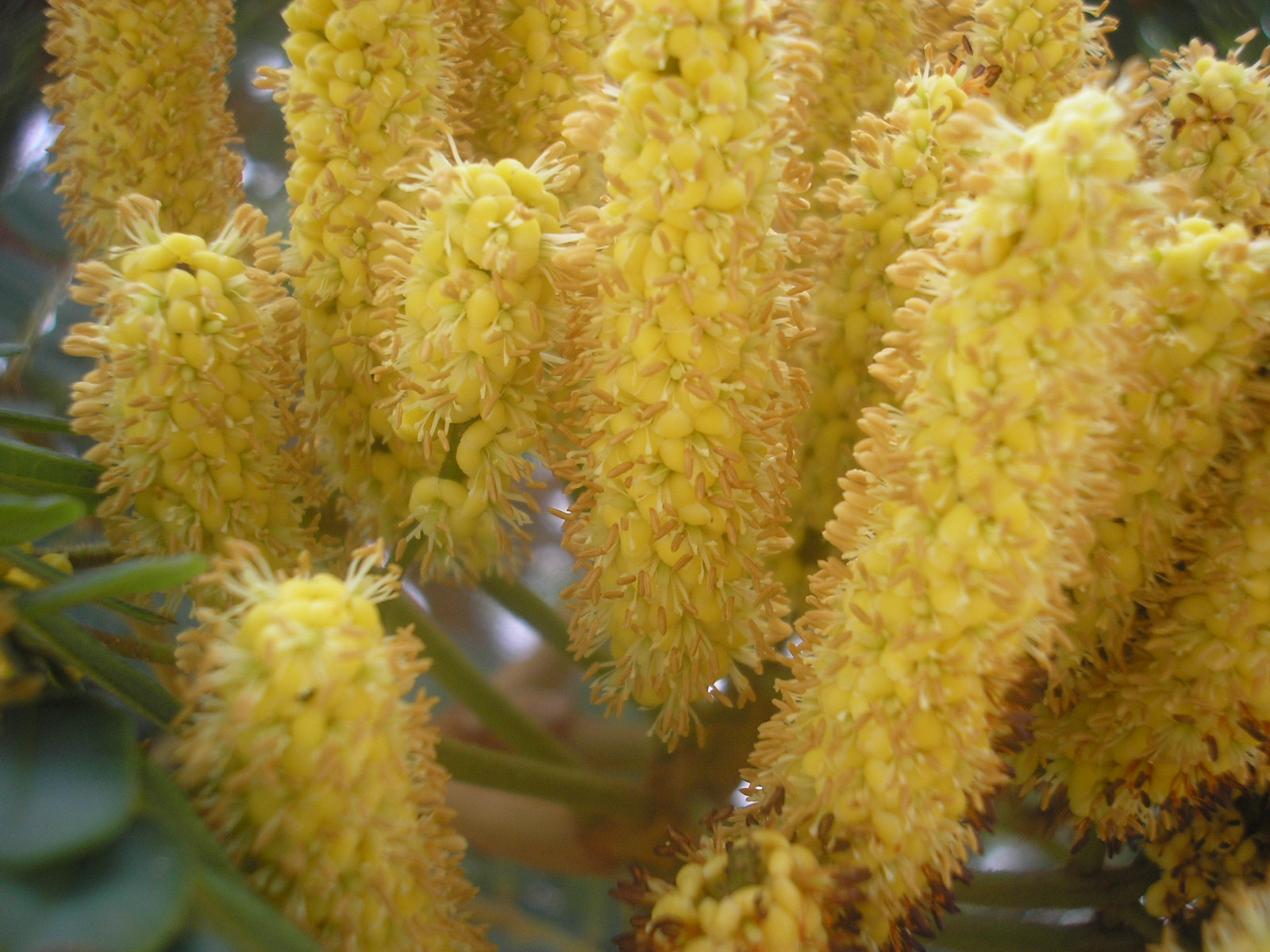